# Santa Fe de Crefuèlha
Santa Fe de Grefuèlha (francès Sainte-Foy-d'Aigrefeuille) és un municipi del departament francès de l'Alta Garona, a la regió d'Occitània.